# 1981년 국민대표조례
1981년 국민대표조례(Representation of the People Act 1981)는 영국 의회의 의회제정법 중 하나이다.
브리튼 섬 또는 아일랜드에 소재한 아무 감옥에서 징역 1년형 이상을 복역중인 사람은 하원 의원 후보로 출마할 수 없다는 것이 법의 골자이다.
이는 1981년 4월 퍼매너 사우스티론 선거구 보궐선거에서 아일랜드 단식투쟁 참여자 바비 샌즈가 당선되자 웨스트민스터 측에서 어마뜨거라 하고 통과시킨 법이다.
이 법 때문에 샌즈가 굶어죽은 뒤 샌즈의 동료 수감자들이 제2차 보궐선거에 출마하는 것을 막을 수 있었다. 그러나 제1차 보궐 때 샌즈의 선거운동원이었던 오웬 캐런이 당선되었기에 결과적으로 아일랜드 공화주의자의 의회진출을 막으려던 영국의 의도는 무위로 돌아갔다.

## 같이 보기
- 영국의 선거법 개정